# مقتل ضيف الله القرشي
ضيف الله القرشي كان شاب سعودي يبلغ من العمر 18 عام، قتل في 19 يونيو 2015 في مدينة العوامية في محافظة القطيف بعد أن أطلق مسلحين مجهولين النار على السيارة التي يتواجد فيها هو وثلاثة آخرين من زملائه إصيب إثنين منهم 

## رواية الشرطة
عند الساعة الثامنة من مساء يوم الجمعة 2 رمضان 1436 هـ حضر لإحدى نقاط الضبط الامني بطريق الجبيل مركبة يستقلها أربعة مواطنين في العقد الثاني والثالث من العمر، واشار قائدها عن تعرضه وزملائه لإطلاق نار من قبل شخص مسلح يستقل دراجة نارية اثناء وجودهم ببلدة العوامية بمحافظة القطيف. واسفر عن وفاة زميلهم: ضيف الله القرشي (18) عام واصابة اثنين اخرين بإصابات بسيطة"، مشيرا إلى أنه تم نقل المتوفى والمصابين إلى المستشفى، وباشرت الجهات المختصة اجراءات الضبط الجنائي للجريمة والكشف عن ملابساتها.

## تشييعه
في 22 يونيو في الطائف شيع المئات من المصلين جنازة ضيف الله القرشي ليدفن جثمانه هناك 

## تنظيم الدولة الإسلامية
في اغسطس 2015 أصدر تنظيم الدولة الإسلامية إصدار مرئي من قصر أمير قطر السابق حمد بن خليفة آل ثاني في مدينة تدمر في سوريا يتوعد فيه المزيد من الهجمات على القطيف والعوامية وظهر في الإصدار المرئي عدد من أفراد قبيلة القرشي المنتمين لتنظيم الدولة الإسلامية وهم يطلبون من أفراد قبيلتهم الانضمام للتنظيم للإنقام والثأر من مقتل ضيف الله القرشي، لكن قبيلة آل قريش أصدرت بيان ترفض ما وصفته بدعوات التحريض والفتنة وأكدت تمسكها بالوحدة الوطنية وعدم تعميم الجريمة على منطقة بأكملها وقالت أن الجهات الأمنية هي الوحيدة المخولة بالقبض على الجاني ومحاسبته 

## القبض على المشتبه به
في 23 نوفمبر 2015 أعلنت شرطة المنطقة الشرقية عن القبض على المشتبه به بقتل ضيف الله القرشي وقال الشرطة في بيان لها بأن الجاني حاول مقاومة رجال الأمن عند القبض عليه مما نتج عن إصابة الجاني بطلق ناري في قدمه 